# Taça da Liga (calcio a 5)
La Taça da Liga de Futsal (in italiano "Coppa di Lega di calcio a 5") è una coppa di calcio a 5 del Portogallo. Viene organizzata dalla Federazione portoghese e la prima edizione si è svolta durante la stagione 2015-16.
La formazione più titolata è il Benfica che ha vinto le ultime tre edizioni mentre i rivali dello Sporting si sono imposti le prime due volte.

## Albo d'oro
| Stagione  | Sede                | Vincitore        | Finalista        |
| --------- | ------------------- | ---------------- | ---------------- |
| 2015-2016 | Oliveira de Azeméis | Sporting Lisbona | Fundão           |
| 2016-2017 | Gondomar            | Sporting Lisbona | Fundão           |
| 2017-2018 | Sines               | Benfica          | Sporting Lisbona |
| 2018-2019 | Sines               | Benfica          | Braga            |
| 2019-2020 | Matosinhos          | Benfica          | Sporting Lisbona |
| 2020-2021 | Sines               | Sporting Lisbona | Benfica          |
| 2021-2022 | Loulé               | Sporting Lisbona | Benfica          |

## Vittorie per club
| Titoli | Squadra          | Anni                   |
| ------ | ---------------- | ---------------------- |
| 4      | Sporting Lisbona | 2016, 2017, 2021, 2022 |
| 3      | Benfica          | 2018, 2019, 2020       |